# Большов, Леонид Александрович
Леони́д Алекса́ндрович Большо́в (род. 23 июля 1946, Москва) — советский и российский  учёный, академик РАН (2016), специалист в области атомной энергетики, директор (1991—2017), научный руководитель (с 2017 года) Института проблем безопасного развития атомной энергетики Российской академии наук.

## Биография
Родился 23 июля 1946 года в Москве.
В 1964 году — окончил среднюю школу № 2.
В 1970 году — окончил физический факультет МГУ.
В 1973 году — защитил кандидатскую диссертацию.
В 1982 году — защитил докторскую диссертацию.
С 1970 по 1973 годы — инженер, младший научный сотрудник Института атомной энергии имени И. В. Курчатова (Москва).
С 1973 по 1991 годы — работает в филиале Института атомной энергии имени Курчатова (г. Троицк Московской области) — младший научный сотрудник, с 1975 года — начальник группы, с 1978 года — старший научный сотрудник, с 1982 года — начальник лаборатории.
В мае-августе 1986 года принимал участие в ликвидации последствий аварии на Чернобыльской АЭС. Участвовал в проведении работ по сооружению объекта «Укрытие» над разрушенным реактором четвёртого энергоблока Чернобыльской АЭС.
С 1991 года — директор Института проблем безопасного развития атомной энергетики.
После аварии на АЭС Фукусима 11 марта 2011 года Л.А. Большов по заданию правительства РФ возглавил группу ученых по проведению анализа ситуации в режиме реального времени и прогнозированию развития ситуации и радиационных последствий для Дальнего Востока РФ. 
С 2017 года — научный руководитель Института проблем безопасного развития атомной энергетики РАН.
Дочь — Анна Леонидовна Большова (род. 1976) — российская актриса театра и кино. Почётный деятель искусств Москвы (2014). Заслуженная артистка Российской Федерации (2017).

## Научная деятельность
Основные направления научной деятельности: физика поверхности твердых тел, теория взаимодействия излучения с веществом, нелинейная оптика, физика лазерного термоядерного синтеза, проблемы безопасности атомной энергетики, анализ тяжелых аварий на АЭС и их последствий.
Под руководством Л.А.Большова развит оригинальный подход к теоретическому анализу тяжелых аварий с использованием современной вычислительной компьютерной техники на основе создания подробных физических моделей отдельных процессов при построении больших программных комплексов (кодов), описывающих различные фазы тяжелых аварий.
Заведует кафедрой проблем безопасного развития современных энергетических технологий МФТИ. Им подготовлено 23 кандидата и 8 докторов наук.
Автор и соавтор около 400 научных трудов, в том числе 11 монографий.

## Общественная деятельность
В 1997 году — избран членом-корреспондентом РАН.
В 2016 году — избран академиком РАН.
Членство в научных организациях
- член бюро отделения физико-технических проблем энергетики РАН
- заместитель председателя научного совета по атомной энергетике РАН
- учёный секретарь координационного совета по техническим наукам РАН
- член научно-технического совета МЧС России
- член группы экспертов по ядерной безопасности при Европейском банке реконструкции и развития
- член редколлегии журнала «Атомная энергия»
- председатель редакционного совета журнала "Арктика. Экология и Экономика"
- главный редактор журнала "Радиоактивные отходы"
- член  Президиума Научно-технического совета ГК "Росатом"
- председатель НТС № 10 "Экология и радиационная безопасность " ГК "Росатом".

## Награды
- Государственная премия СССР (1988) — за цикл работ «Исследование процессов термической десорбции нейтральных и заражённых частиц на поверхности твёрдых тел» (1965—1984)
- Медаль «В память 850-летия Москвы» (1997)[2]
- Орден Мужества (1997) — за мужество и самоотверженность, проявленные при ликвидации последствий на ЧАЭС[1]
- Орден Почёта (2006) — за достигнутые трудовые успехи и многолетнюю добросовестную работу[1]
- Орден Дружбы (2013)[1]
- Премия Правительства Российской Федерации в области науки и техники (в составе группы учёных, за 2014 год) — за разработку научно-технических основ и информационно-аналитическое обеспечение ликвидации ядерного наследия на Северо-Западе России[3]
- Орден Александра Невского (2019) — за большой вклад в развитие науки и многолетнюю добросовестную работу[4]

Имеет ведомственные награды и почетные нагрудные знаки МЧС России, знак отличия Госкорпорации "Росатом"."Академик И.В.Курчатов" I степени, медаль "За заслуги в развитии концерна "Росэнергоатом" III степени